# Kelly Pavlik
Kelly Robert Pavlik (født 5. april, 1982 i Youngstown, Ohio i USA) er en pensioneret amerikansk professionel bokser. Han var The Ring, WBC and WBO mellemvægtmester efter at have slået Jermain Taylor 29. september 29, 2007, indtil han tabte titlerne til Sergio Martínez den 17. april, 2010. Han har slået navne som Edison Miranda, Brian Vera, Marco Antonio Rubio og tabt til Bernard Hopkins

## Pavlik vs. Ward
Pavlik skulle have oprindeligt hav bokset på HBO mod WBA og WBC-mesteren i supermellemvægt Andre Ward om hans titler den 26. januar, 2013 i Galen Center i Los Angeles, California. Kampen blev dog udskudt til den 23. februar, 2013 da Andre Ward pådrog sig en skulderskade i en sparring-session op til kampen. Men skulderskaden var mere alvorlig end tidligere opfattet og kampen blev dermed aflyst.

## Pension
Den 19. januar, 2013 annoncerede Kelly Pavlik sin pension fra boksningen, men stadig som The Pride Of Youngstown.